# Парфёнов, Василий Дмитриевич
Василий Дмитриевич Парфёнов (ок. 1892—1920) — полковник, один из первых командиров Добровольческой армии, создатель и первый командир Юнкерского батальона.

## Биография
Из дворянской семьи.
- Август 1914 — Поступил добровольцем в команду конных разведчиков лейб-гвардии Измайловского полка.
- 1914 — Произведён в офицеры за боевое отличие.
- Штабс-капитан.
- Октябрь 1917 — Вступил в тайную монархическую организацию.
- 4 ноября 1917 — Прибыл в Новочеркасск с первой партией добровольцев, начал формировать 1-ю Сводно-офицерскую роту.
- 15 ноября 1917 — Начал формировать Юнкерскую роту, впоследствии развернутую в Особый Юнкерский батальон.

…очень скоро нас представили шт.-кап. В. Д. Парфенову, который на нас, мальчишек, произвел очень сильное впечатление: совсем молодой, лет 25, с Георгиевским солдатским крестом 1-й степени. Позже мы узнали о нём следующее: перед войной, будучи сыном очень богатых родителей, он увлекался конским спортом и по-видимому на этой почве сошелся со знаменитым скакуном л. гв. Измайловского полка полковником Руммель, что и повлияло на его решение при объявлении войны поступить добровольцем л. гв. в Измайловский полк, в команду конных разведчиков. Своей исключительной храбростью он заработал все четыре Георгиевские креста, при чём крест 1-й степени ему пожаловал сам Государь и за боевые отличия произвел его в офицеры. Оставленный в полку, он в 17-м году был уже штабс-капитаном.— А. Векслер. Штабс-капитан В. Д. Парфенов
- 12 февраля 1918 — Замещен на должности командира батальона генералом Боровским. Отказался от должности командира роты и покинул батальон.

Нашего командира мы все, без исключения, очень любили, гордились им и безгранично в него верили. Когда же перед 1-м Кубанским походом, по высшим соображениям, шт.-кап. Парфенов был заменен ген.-м. Боровским, для многих из нас это была настоящей драмой.— А. Векслер. Штабс-капитан В. Д. Парфенов
- Участвовал в 1-м Кубанском походе в составе 3-й роты 1-го батальона Офицерского полка.
- Май 1918 — В Астраханской армии. Сформировал роту, которая почти полностью погибла в бою у станицы Великокняжеской.

…9(22) мая стали разрешаться отпуска сроком на две недели… Из отпусков вернулись не все. Невернувшиеся принадлежали, главным образом, к 5-й роте Офицерского полка — молодые офицеры, произведённые в Ольгинской и Егорлыцкой. Оказалось, что штабс-капитан Парфёнов, их бывший командир по Юнкерскому батальону до начала Кубанского похода, офицер открытых монархических убеждений, сыграл на монархических чувствах этой молодёжи и убедил её перейти с ним в Астраханскую армию, формирующуюся в Ростове и подчинённую донскому командованию. Для большей убедительности он говорил молодёжи, что Добровольческая армия стоит за Учредительное Собрание, а следовательно, идёт за социалистами и республиканцами, не будет иметь успеха в борьбе и быстро сойдёт на «нет», так как никто не пойдёт в её ряды, а те, кто войдёт, скоро оставят её… Штабс-капитану Парфёнову удалось сформировать роту лишь в 40 человек. Месяца полтора спустя его рота была послана в бой к северу от станции Великокняжеская и была сметена контратакой красных. Вышло из боя 7 человек со своим командиром.— В. Е. Павлов. Марков и марковцы
- Начало 1919 — В Сводно-гвардейском полку Добровольческой армии.
- Май 1919 — Капитан, начальник команды конных разведчиков 3-го батальона Сводно-гвардейского полка.
- Лето 1920 — Назначен командиром пехотного полка с производством в полковники.

Убит по дороге в полк.